# Белоус (деревня)
Белоус — деревня в Тукаевском районе Татарстана. Входит в состав Малошильнинского сельского поселения.

## География
Находится в северо-восточной части Татарстана на расстоянии приблизительно 7 км на север от северо-восточной границы районного центра города Набережные Челны на берегу Нижнекамского водохранилища.

## История
Основана в 1920-х годах как населенный пункт Белоусский кордон. Здесь располагался лесхоз, позднее пристань Белоусово.

## Население
Постоянных жителей было: в 1926 — 4, в 1938 — 84, в 1958—188, в 1970—129, в 1979—187, в 1989—128, 141 в 2002 году (русские 39 %, татары 59 %), 239 в 2010.